# Europäische Verlagsanstalt
Die Europäische Verlagsanstalt (Firmierung: CEP Europäische Verlagsanstalt GmbH) ist ein Verlag in der Rechtsform einer GmbH mit dem Geschäftssitz in Hamburg. Geschäftsführerin ist Irmela Rütters.

## Verlagsgeschichte

### Von 1946 bis Ende 1960
Am 18. Oktober 1946 hatten Hellmut Kalbitzer und Klaus W. Mayer in Hamburg von der britischen Militärregierung die Lizenz Nr. 89 zur Herausgabe der Zeitschrift Geist und Tat im Verlag Europäische Verlagsanstalt GmbH erhalten. Der Gesellschaftsvertrag der Gesellschafter Kalbitzer und Mayer wurde am 14. November 1946 geschlossen. Der Vertrag sah die Förderung der europäischen Gesinnung, des Gedankens der Völkerverständigung und der Toleranz auf allen Gebieten der Kultur durch die Herausgabe von Zeitschriften vor. An der Gründungsinitiative beteiligten sich Mitglieder des Internationalen Sozialistischen Kampfbundes (ISK).
Im Verlagskontor, das sich im Hamburger Pressehaus befand, arbeiteten der Prokurist Fritz Krieger und die Redakteurinnen Hanna Bertholet und Irmgard Hose. Die Hauptaufgabe des Büros bestand in der Herausgabe der Zeitschrift Geist und Tat, an eine Produktion von Büchern war zunächst nicht gedacht. Erst nach der Währungsreform vom 20. Juni 1948 begann eine konkrete Planung für das Verlegen von Büchern. In einer Kooperation mit der in Zürich ansässigen Büchergilde Gutenberg erschienen 1949 als Lizenzausgaben u. a. die drei Bände der Geschichte Russlands (bis 1917) von Valentin Gitermann sowie ein dreibändiges Werk von Albert Mathiez über die Französische Revolution. Trotz eifriger Werbung in der Zeitschrift Geist und Tat sowie in der Sozialistischen Presse-Korrespondenz – beide Titel wurden von Willi Eichler herausgegeben – konnte kein nennenswerter Umsatz erzielt werden. In dieser Krisensituation schieden Kalbitzer und Mayer als Gesellschafter aus und Hanna Bertholet – Ehefrau des Schweizer Journalisten René Bertholet und Schwägerin von Raymond Bertholet – übernahm die Gesellschafteranteile sowie, gemeinsam mit dem ehemaligen ISK-Weggefährten Fritz Paul, die Verlagsleitung.
Aufgrund einer Initiative von Hanna Bertholet erfolgte im Frühjahr 1952 der Umzug des Verlages von Hamburg nach Frankfurt am Main mit der Geschäftsadresse Elbestraße 46 im Bahnhofsviertel. Das Lektorat übernahm Anfang 1953 – aus dem Londoner Exil zurückkehrend – der damalige Goldschmied Hans Otto Riepl. Er hatte bis 1933 als Verlagsbuchhändler beim Malik-Verlag in Berlin sowie als Verlagsleiter beim Kommunistischen Jugendverband Deutschlands gearbeitet. Riepl entwickelte nun ein spezielles Profil des Verlages für Judaica, Sozialwissenschaften und politische Bildung.
Im Verlagsbereich Judaica erschienen in den Jahren von 1955 bis 1958 Werke von Leo Baeck, Eva Gabriele Reichmann, Max Bodenheimer und Max I. Bodenheimer.

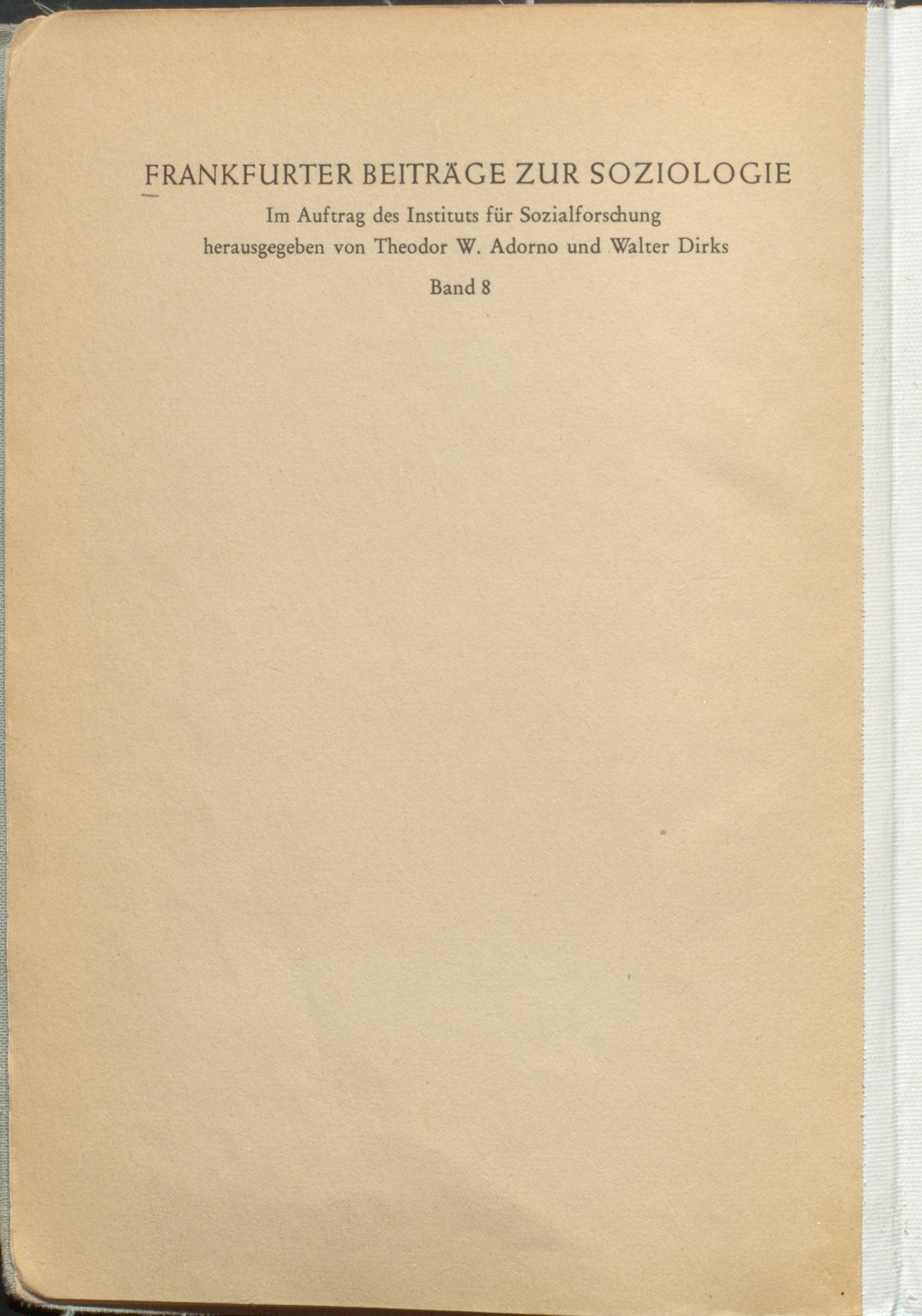
Frankfurter Beiträge zur Soziologie

Zum Profil gehörten die Titel Bilderbuch für Vergeßliche, 1961 herausgegeben von Richard Errell, Geschichte und Entwicklung der Weimarer Republik von Arthur Rosenberg, Der SS-Staat von Eugen Kogon, Elemente und Ursprünge totaler Herrschaft von Hannah Arendt, Der Doppelstaat von Ernst Fraenkel und Behemoth von Franz Neumann. Hinzu kamen literarische Autoren der Gegenwart, wie z. B. Ernst Kreuder, Wolfgang Weyrauch, V.O. Stomps, Hans Henny Jahnn und B. Traven.
Ab 1963 wurden die öffentlichen Auseinandersetzungen schärfer –, und während der Protest- und Studentenbewegung entwickelte die EVA sich zum Forum für gesellschaftskritische und -verändernde Gedanken. Die EVA dokumentierte die Proteste gegen den Vietnam-Krieg (Februar 1968. Tage, die Berlin erschütterten), die Kampagne gegen den Verleger Axel Springer (Bild Verfälschungen) und, mit Jürgen Seiferts Kampfschrift Gefahr im Verzug, dem „Grundbuch der Opposition“, wie Oskar Negt es formulierte, gegen die Notstandsgesetzgebung. Titel von Wolfgang Abendroth, Ossip K. Flechtheim, Iring Fetscher, Klaus Dörner, Erich Fromm kamen in das Programm.
Die EVA veröffentlichte auch das Hauptwerk von Karl Marx Das Kapital, begleitet von Roman Rosdolskys Entstehungsgeschichte des Marxschen „Kapital“, das 1968 in Kooperation mit dem Europa Verlag des Österreichischen Gewerkschaftsbunds herausgegeben wurde. Mit der Neuausgabe der Schriften von Rosa Luxemburg legte der Herausgeber Ossip K. Flechtheim die Grundlage für den antiautoritären Zweig der Marxismusdebatten der 1960er Jahre.

### Die 1970er Jahre
In den 1970er Jahren setzte die EVA durch die Aufnahme der sogenannten Dissidentenliteratur neue Akzente, unter anderem mit dem Buch Die Alternative. Zur Kritik des real existierenden Sozialismus des DDR-Regimekritikers Rudolf Bahro. Ab 1976 erschien die Vierteljahreszeitschrift L 76. Ab 1973 wurde die Europäische Verlagsanstalt aus finanziellen Gründen zusammen mit dem gewerkschaftseigenen Bund-Verlag in Köln weitergeführt. Insgesamt sahen die Gewerkschaftsvorstände jedoch ihre Erwartungen in einer Kooperation mit der Europäischen Verlagsanstalt nicht erfüllt und verkauften 1979 den Verlag.

### Die 1980er Jahre
Der Verleger Axel Rütters, der 1976 zusammen mit Karl Markus Michel die „Syndikat Autoren- und Verlagsgesellschaft“ gegründet hatte, eine Organisationsform, bei der erstmals Autoren Mitinhaber eines Verlags waren, führte zusammen mit dem Gesellschafter Kurt Groenewold und den Lektoren Günther Busch und Henning Ritter die „neue“ EVA. Er fügte dem Programm so illustre Namen hinzu wie Peter Brückner, Otto Kirchheimer, Alexander Kluge, Peter Gorsen, Albert Soboul, Isaiah Berlin, Ernst H. Gombrich und Rossana Rossanda.
1999 erhielt die EVA, inzwischen seit zehn Jahren wieder in Hamburg mit der Verlegerin Sabine Groenewold, den Preis der Hamburger Kulturbehörde. In der Begründung heißt es:
„Das Programm der Europäischen Verlagsanstalt bewegt sich seit vielen Jahren auf einem gleich bleibend hohen Niveau und überrascht dabei immer wieder mit Vorstößen in bislang unbetretenes Terrain […] geleitet von einer klugen, aufgeklärten und zukunftsorientierten Intellektualität.“

## Die Verlagsgruppe
Unter der Dachmarke EVA firmieren die Verlagsteile: eva (Philosophie, politisches und zeitgeschichtliches Sachbuch), PHILO & (Judaica) und die Hanse (Hamburgensia mit der Reihe der Hansekrimis):
- 1999 übernahm die EVA den Verlag Die Hanse.
- Nach dem Ausscheiden von Sabine Groenewold Ende 2004 wurde mit Axel Rütters und Irmela Rütters als Verlegern eine neue Verlagsleitung gebildet. Das Verlagsarchiv mit den Archivalien bis 2004 befindet sich seit 2009 im zum Institut für Buchwissenschaft gehörenden Mainzer Verlagsarchiv.
- 2005 kam aus Berlin der Verlag PHILO & PhiloFineArts mit unter das Firmendach.
- 2007 wurde der Verlagsteil ROTBUCH, der seit 1994 zur Verlagsgruppe gehörte, an die Eulenspiegel Verlagsgruppe in Berlin verkauft.
- 2008 wurde der Verlagsteil Philo Fine Arts verkauft und arbeitet seitdem als unabhängiger Verlag.